# Insomnia (singel Craiga Davida)
"Insomnia" jest głównym singlem brytyjskiego artysty R&B Craiga Davida z jego albumu kompilacyjnego o nazwie Greatest Hits.

## Teledysk
Teledysk utworu "One More Lie (Standing in the Shadows)" zadebiutował 31 października 2008 roku w serwisie YouTube. Klip został wyreżyserowany przez Sarah Chatfield. Teledysk trwa 3:26A minut.

## Listy utworów i formaty
Europe CD (Promo):
| Nr | Tytuł utworu                | Długość |
| -- | --------------------------- | ------- |
| 1. | „Insomnia” (wersja radiowa) | 3:25    |

Europe CD 2 (Promo):
| Nr | Tytuł utworu                             | Długość |
| -- | ---------------------------------------- | ------- |
| 1. | „Insomnia” (Haji & Emmanuel Remix)       | 6:40    |
| 2. | „Insomnia” (Haji & Emmanuel Remix Dub)   | 6:12    |
| 3. | „Insomnia” (Haji & Emmanuel Remix Radio) | 6:12    |
| 4. | „Insomnia” (Donae'o Remix)               | 5:48    |
| 5. | „Insomnia” (Donae'o Vocal Dub)           | 5:47    |
| 6. | „Insomnia” (wersja albumowa)             | 3:25    |
|    |                                          | 34:04   |

iTunes 1:
| Nr | Tytuł utworu | Długość |
| -- | ------------ | ------- |
| 1. | „Insomnia”   | 3:25    |

iTunes 2:
| Nr | Tytuł utworu                           | Długość |
| -- | -------------------------------------- | ------- |
| 1. | „Insomnia”                             | 3:27    |
| 2. | „Insomnia” (Donae'o Remix)             | 5:48    |
| 3. | „Insomnia” (Haji & Emmanuel Remix)     | 6:40    |
| 4. | „Insomnia” (Donae'o Vocal Dub)         | 5:47    |
| 5. | „Insomnia” (Haji & Emmanuel Remix Dub) | 6:12    |
|    |                                        | 27:54   |

iTunes 3 (remiks):
| Nr | Tytuł utworu                  | Długość |
| -- | ----------------------------- | ------- |
| 1. | „Insomnia” (Up All Night Mix) | 3:29    |

## Covery utworu
W październiku 2008 roku Craig David udał się do Korei Południowej, gdzie tamtejszy piosenkarz R&B Choi Hwee-Sung, znany lepiej jako Wheesung stworzył własny cover utworu "Insomnia". Wersja Wheesunga została wydana w lutym 2009 roku.
| Nr | Tytuł utworu                           | Długość |
| -- | -------------------------------------- | ------- |
| 1. | „Insomnia”                             | 3:26    |
| 2. | „Insomnia” (wersja instrumentalna)     | 3:26    |
| 3. | „Insomnia” (Club Remix w/ Craig David) | 4:17    |
|    |                                        | 11:09   |

W 2009 roku powstał kolejny cover utworu "Insomnia", stworzony przez południowokoreańskiego piosenkarza Kima Ryeowooka z zespołu Super Junior. Został on zaprezentowany podczas koncertu Super Show 2 Tour, a następnie wydany w albumie Super Show 2 Tour Concert Album.
Kolejny cover "Insomnia" stworzył Jonghyun z południowokoreańskiego boysbandu Shinee, który zaprezentował podczas audycji radiowej oraz w programie telewizyjnym o nazwie "1000 Songs".

## Pozycje na listach
Utwór zadebiutował na #43 miejscu na UK Singles Chart i niemal znalazł się w Top 40 najlepszych piosenek.
| Lista (2008/2009)                       | Najlepsza pozycja |
| --------------------------------------- | ----------------- |
| Australian ARIA Singles Chart           | 89                |
| Belgian Singles Chart (Flandria)        | 4                 |
| Belgian Singles Chart (Region Waloński) | 4                 |
| Bulgaria Singles Chart                  | 31                |
| Danish Singles Chart                    | 21                |
| Dutch Singles Chart                     | 81                |
| Japan Singles Chart                     | 37                |
| Węgry (Rádiós Top 40)                   | 18                |
| Hungarian Singles Chart                 | 68                |
| Russian Airplay Chart                   | 5                 |
| Swiss Singles Chart                     | 84                |
| Turkey Singles Chart                    | 7                 |
| Ukrainian Airplay Chart                 | 5                 |
| U.S. Billboard Pop 100                  | 90                |
| UK Singles Chart                        | 43                |